# Erica cubica
Erica cubica är en ljungväxtart som beskrevs av Carl von Linné. Erica cubica ingår i släktet klockljungssläktet, och familjen ljungväxter.

## Underarter
Arten delas in i följande underarter:
- E. c. coronifera
- E. c. natalensis